# Andrej Križaj
Andrej Križaj, slovenski alpski smučar, * 11. september 1986, Jesenice.
Križaj je v Svetovnem pokalu prvič nastopil 13. januarja 2006 v Wengnu. Do februarja 2011 je nastopil na štiridesetih tekmah svetovnega pokala.